# مرحوم العطار
مرحوم بن عبد العزيز بن مهران (103 هـ - 188 هـ) أبو محمد وقيل أبو عبد الله البصري، العطار، الأموي بالولاء، من موالي آل معاوية بن أبي سفيان. أحدُ رواة الحديث.

## روايته للحديث النبوي
- حدث عن: ثابت البناني، وأبي عمران الجوني، وأبي نعامة السعدي، وعبد الرحيم بن زيد العمي، وأبيه عبد العزيز، وأبي سمير حكيم بن خذام، وسهل بن عطية، وعمه عبد الحميد بن مهران، وعسل بن سفيان، وينزل إلى أن يروي عن داود بن عبد الرحمن العطار.
- روى عنه: الثوري، أحد مشايخه، والخريبي، وأبو نعيم، وزكريا بن عدي، ومسدد، وعبدان بن عثمان، وعلي بن المديني، وأبو بكر بن أبي شيبة، وإسحاق بن راهويه، وسوار بن عبد الله العنبري، وخليفة بن خياط، وبندار، وابن مثنى، وعمرو الناقد، ونصر بن علي، وأبو بكر محمد بن خلاد الباهلي، وأحمد بن إبراهيم الدورقي، وبكر بن خلف، والحسين بن الحسن المروزي، ويحيى بن حبيب، ويعقوب الدورقي، وخلق سواهم.[1]

## أقوال العلماء فيه
هذه جملة من أقوال العلماء فيه:
- قال أبو بكر البزار: «مشهور».
- قال أبو حاتم بن حبان البستي: «ذكره في الثقات وقال: كنيته أبو بشر وقد قيل أبو عبد الله».
- وثقه أبو نعيم الأصبهاني.
- قال أحمد بن حنبل: «ثقة».
- قال أحمد بن شعيب النسائي: «ثقة».
- قال ابن حجر العسقلاني: «ثقة».
- قال الذهبي: «ثقة».
- قال علي بن المديني: «من الثقات».
- قال يحيى بن معين: «ثقة».
- قال يعقوب بن سفيان الفسوي: «ثقة».
- قال الخريبي: «ما رأيت بالبصرة أفضل منه، ومن سليمان بن المغيرة».[1]